# Новоурусовка
Новоурусовка — село в Красноярском районе Астраханской области России. Является административным центром Бузанского сельсовета.

## География
Село находится в юго-восточной части Астраханской области, на правом берегу протоки Бузан дельты реки Волги, на расстоянии примерно 43 километров (24 км по прямой) к северо-западу от села Красный Яр, административного центра района. Абсолютная высота — 23 метра ниже уровня моря.
Климат умеренный, резко континентальный. Характеризуется высокими температурами летом и низкими — зимой, малым количеством осадков, а также большими годовыми и летними суточными амплитудами температуры воздуха.

## Население
| 2002 | 2010  | 2011  | 2012  | 2013  |
| ---- | ----- | ----- | ----- | ----- |
| 1088 | ↗1145 | ↘1129 | ↗1148 | ↗1189 |

По данным Всероссийской переписи, в 2010 году численность населения села составляла 1145 человек (546 мужчин и 581 женщина). Согласно результатам переписи 2002 года, в национальной структуре населения русские составляли 42 %, казахи — 41 %.

## Инфраструктура
В селе находятся средняя общеобразовательная школа, детский сад, отделение Почты России, фельдшерско-акушерский пункт, библиотека и 9 магазинов.

До 1934 года в селе действовал ныне не сохранившийся православный храм Покрова Пресвятой Богородицы. В 2014 году был заложен новый храм, освящённый во имя святого преподобного Сергия Радонежского.

## Транспорт
Вблизи села проходит автодорога Астрахань — Ахтубинск — Волгоград, на его окраине расположен мост через реку Бузан, открытый в 1987 году и отличающийся тем, что использует пролётные конструкции, более характерные для железнодорожных мостов. Ближайшая железнодорожная станция — ст. Дельта Приволжской железной дороги.

## Улицы
Уличная сеть села состоит из 24 улиц.